# The Anatomy of the Tongue in Cheek
The Anatomy of the Tongue in Cheek è il secondo album in studio del gruppo musicale christian punk statunitense Relient K, pubblicato nel 2001.

## Tracce
1. Kick-Off – 0:39
2. Pressing On – 3:29
3. Sadie Hawkins Dance – 3:07
4. Down in Flames – 4:07
5. Maybe It's Maybeline – 3:14
6. Breakdown – 3:45
7. Those Words Are Not Enough – 4:39
8. For the Moments I Feel Faint – 3:47
9. Lion Wilson – 0:36
10. I'm Lion-O – 2:55
11. What Have You Been Doing Lately? – 3:23
12. May the Horse Be with You – 2:17
13. My Way or the Highway... – 3:47
14. Breakfast at Timpani's – 0:22
15. The Rest Is Up to You – 4:04
16. Failure to Excommunicate – 3:35
17. Less Is More – 7:07 – Il brano "Less Is More" dura 4:20. Dopo 1 minuto e mezzo di silenzio, al minuto 5:50, inizia la traccia fantasma "Skittles and Combos".

## Formazione
- Matt Thiessen – voce, chitarra, piano
- Matt Hoopes – chitarra, cori
- Brian Pittman – basso
- Stephen Cushman – batteria, cori